# André Roche
Pour les articles homonymes, voir Roche (homonymie).
 (octobre 2018).
André Roche, né en 1952 en France, est un dessinateur, illustrateur, animateur, auteur de bande dessinée et de livre jeunesse français actif en Allemagne.

## Biographie
André Roche est diplômé BTH du lycée hôtelier Alexandre Dumas de Strasbourg et commence sa carrière en travaillant dans des établissements en Allemagne pour parfaire ses connaissances de cette langue à Munich (Bavière), ville dans laquelle il s'établira définitivement en 1971.
Il apprend les techniques du cinéma d'animation dans des studios munichois (Linda Film, Cineplast)[Lesquels ?] et se met à son compte en 1975 pour les maisons d'édition et la publicité.
En tant que dessinateur et illustrateur, il crée avec son équipe d'auteurs et de dessinateurs environ 160 histoires de bande dessinée ainsi que de nombreuses illustrations de produits dérivés de Maya l'abeille ainsi que de Nils Holgersson, du petit Panda Pandi-Panda, de Tom et Jerry, d’Alice au pays des merveilles, de Vic le viking, Heidi, Mickey Mouse, Donald Duck et la Panthère Rose, créant au besoin de nouveaux personnages adaptés au style de chaque série, ce qui lui valut le titre de « meilleur adapteur de personnages sous licence en Allemagne ».
Parallèlement, il réalisa des pages de couverture, des illustrations et des caricatures pour diverses revues telles que Das Rechtsmagazin (une revue spécialisée dans la juridiction), Das Industriemagazin (une revue traitant les thèmes industriels) ou Die Funkschau (une revue spécialisée dans les techniques électroniques).
En tant que cofondateur de l'Association allemande pour la bande dessinée ICOM fondée en 1981, André Roche appartient au groupe d'auteurs de bande dessinée qui sollicitent l'office culturel de la ville d'Erlangen pour la création un Salon de la bande dessinée en 1984. Depuis lors, ce Salon a lieu tous les deux ans.
À partir de 1983, André Roche crée des figurines pour l'œuf en chocolat Kinder Surprise de l'entreprise Ferrero. Les premières sont des personnages secondaires des séries Happy Frogs (1986) et Tapsy Törtels (1987). Il dessine également des maquettes et les puzzles pour les séries sous licence Tao Tao, Pumuckl, Le Livre de la jungle, Donald Duck, Les Aristochats et Mickey Mouse pour Disney, Maya l'abeille pour Apollo Film, Les Schtroumpfs pour Peyo.
Il créa en 1987 pour Ferrero les Happy Hippos, qui réapparurent au cours des années suivantes dans plusieurs déclinaisons : Les Hippos Fitness, Les Happy Hippos en croisière de rêve, L'entreprise des Happy Hippos, Le mariage des Happy Hippos, Les Happy Hippos Stars d'Hollywood, l'Hipperium (une parodie autorisée par George Lucas de sa trilogie Star Wars) et le Casting des Hippos. La popularité des personnages Happy Hippos mena Ferrero à placer en 1993 un nouveau produit sur le marché, le
Happy Hippo Snack / Happy Hippo Cacao.
Suivirent d'autres de ses créations, comme les Crazy Crocos, les Petits Pingos, les Tiny Tortues, les Drolly Dinos, les Éléphantos, les Bingo Birds (des corneilles jouant au tennis) et les Éco Lapins, ces séries portant de différents noms suivant les pays dans lesquels elles furent distribuées. Plusieurs d'entre elles furent réemployées pour les campagnes publicitaires d'autres produits de Ferrero.
André Roche réalisa également pour ces séries les spots publicitaires télévisés en dessin animé pour le marché germanophone.

## Publications

### Livre illustré
- Rauchen Sie?, d'Eckart Frimberger, Socio-Medico-Verlag/Planegg, 1974.
- Hits & Songs, de Mike Eulner et Jacky Dreksler, Cologne, Édition Metropol Musik Verlag, 1982.
- Guitar Instrumentals, de Mike Eulner, Cologne, Édition Metropol Musik Verlag, 1983.
- « Vic le Viking », trois histoires dans le recueil de BD Peliculas, t.62, Ediciones Recreativas, 1984 ; Taurus Film, 1977.
- Hits, Songs & Oldies, de Mike Eulner, Cologne, Édition Metropol Musik Verlag, 1986.
- Comics für Afrika, 3 bandes dessinées dans un album de bienfaisance recueillant les travaux de plusieurs artistes, Édition Quasimodo, 1986.
- Videotechnik vor Gericht, Germering, Wefgo-Verlag, 2006.
- Auf der Baustelle, Pestalozzi Verlag, 2007  (ISBN 3-614-53237-2).
- Bei der Feuerwehr, Pestalozzi Verlag, 2007  (ISBN 3-614-53236-4).
- Im Zoo, Schwager & Steinlein Verlag, 2007.
- Dinosaurier, Pestalozzi Verlag, 2007  (ISBN 3-614-53238-0).

### Illustration pour la presse
- Industriemagazin, Verlag moderne Industrie A, illustration des titres des numéros 4/83, 3/84 et 2/85
- Computer-Schau, Franzis-Verlag, illustration dans le numéro 5/85
- Rechtsmagazin für die Wirtschaft, Richard Boorberg Verlag, nombreux cartoons pour les numéros de 3/86 à 7/88
- Funkschau - Magazin für elektronische Kommunikation, plusieurs illustrations de titres entre 1982 et 1985
- RUN, CW-Publikation, Munich, illustration dans un numéro de 1987
- CHIP-le magazine du micro-ordinateur, Vogel Verlag & Druck, cartoon de page double dans le numéro 6/90
- Physis Computer, Physis Verlagsgesellschaft mbH, cartoon de page double dans le numéro 490
- Figura - le magazine indépendant du collectionneur, Verlag W. Wächter, Brème, headline de la page de titre
- AV-Live (appelé AV-Invest jusqu'en juin 2006), Wefgo-Verlag, depuis janvier 2006, 1 cartoon dans chaque numéro de cette revue spécialisée dans l'électronique audiovisuelle.

### Illustration de pochette de disque et CD
- Maja + Willi : Ich bin der faule Willi, pochette de disque 45 tours, Deutsche Grammophon, Polydor, Apollo-Film, 1976.
- Die Biene Maja (Maya l'Abeille) : pochettes de disques 33 tours pour les pièces radiophoniques no 3, 4 et 5, Deutsche Grammophon/POLYDOR, 1976, Apollo-Film
- Captain Future, pochette de disque 33 tours pour l'épisode 2, Deutsche Grammophon/POLYDOR, 1981, Toei Doga
- Nils Holgersson, pochettes de 33 tours pour les pièces radiophoniques 1, 4, 5, 6, 7, 8, 8, 9, 10, Deutsche Grammophon/POLYDOR, 1982, Merchandising München
- Panki, pochettes de 9 cassettes de pièces radiophoniques (1987 > 1989) pour CBS / Tinus Musik Verlag
- Happy Hippos Hits, pochette, calligraphie et livret de CD, 1997, BMG Ariola / Ferrero

### Illustration pour jeux
- Die kleinen Elefanten (Les petits éléphants), série de puzzles publiée en 1992 chez Ravensburger, Roche
- Fröhliche Dschungeltage (joyeuses journées dans la jungle), série de puzzles publiée en 1994 chez Ravensburger, Roche
- Hand in Hand, du jeu chez Alex Randolph, publié par FX Schmid, Munich

## Création de personnage et illustration publicitaire
André Roche créa de nombreux personnages pour l'industrie, entre autres :
- 1967-1987 : de nombreux comparses pour les bandes dessinées de Maya l'Abeille.
- 1978 : Archibald, anti-héros d'une série de BD inventée par le chanteur populaire allemand Christian Ander et publiée dans le Freizeit Magazin.
- 1983 : le mousquetaire Atrix pour l'entreprise Beiersdorf.
- 1985 : les lapins de la série Rabbit pour Donau Plastik/Vienne (Autriche).
- 1985 : le petit indio Lachito pour l'album de charité Comics für Afrika (Bandes dessinées pour l'Afrique) de l’Édition Quasimodo/Dormagen.
- 1985 : toute une ménagerie pour un emploi du temps (publicité pour calculatrices) de Texas Instruments.
- 1986 : les enfants Parfenacchio, Nystatinchen et Kurt pour l'entreprise pharmaceutique Cyanamid GmbH.
- 1986 : les personnages Tex, Bodewa & friend pour le syndicat central allemand des décorateurs d'intérieurs.
- 1987 : les Happy Hippos pour le produit Kinder de l'entreprise chocolatière Ferrero. Suivirent les Tiny Tortues, les Crazy Crocos, les Petits Pingos, les Drolly Dinos, les Elephantos, les Ski Bunnies, les Bingo Birds et les Ours Bavarois, tous sortis dans divers pays à des dates différentes et parfois sous d'autres noms.
- 1988 : les autruches pour une publicité du produit Ariel de Procter & Gamble.
- 1989 : le personnage Werdy pour une campagne de sympathie du syndicat de la police allemande.
- 2000 : plusieurs personnages de cacahuètes pour l'entreprise Ültje.
- 2004 : une série de clowns pour le producteur allemand de charcuterie Noelke (Gutfried).
- 2005 et 2007 : 2 séries d'animaux de la jungle pour Noelke.

## Produits dérivés avec les séries créées par André Roche
- L'entreprise Ferrero commença en 1996 à faire elle-même du merchandising avec les séries que Roche avait créées pour elle, en plaçant des jouets correspondants plus volumineux dans un nouveau produit similaire au Kinder Surprise mais plus gros appelé Kinder Freude en Allemagne (ou Kinder Maxi / Kinder Gransorpresa dans certains pays).
- BMG/Ariola commercialisa en 1997 le CD Happy Hippo Hits, une compilation de 16 tubes du répertoire musical pop actuel, avec de nouveaux textes et enregistré avec les voix originales des personnages Happy Hippos des films publicitaires de Kinder Surprise. André Roche illustra la pochette du CD et les actions imprimées et réalisa le spot publicitaire pour la télévision.
- Le jeu sur Game-Boy Das Geheimnis der Happy-Hippo-Insel (le secret de l' île des Happy Hippos) fut publié en 2001 par Nintendo.
- Trois pièces radiophoniques avec les Happy Hippos sortirent en 2005 sur CD et MC : Die Happy Hippos als Geisterjäger (Les Happy Hippos chasseurs de fantômes), Die Happy Hippos und das Geheimnis des blauen Sees (Les Happy Hippos et le secret du lac bleu) et Die Happy Hippos auf großer Schatzsuche (Les Happy Hippos à la grande chasse au trésor).
- Le jeu sur Game-Boy Happy Hippos auf Weltreise (Le voyage autour du monde des Happy Hippos) fut publié en 2007 par Nintendo.

## Travaux avec personnages sous licence
- La Panthère Rose : série de bandes dessinées d'une page chacune, 1975, Kronen-Zeitung, A-Graz, Mirtsch-Geoffrey D-F
- Die Biene Maja (Maya l'Abeille) : album du Pestalozzi Verlag, 1976 Zuijo Eizo/Apollo Film
- Die Biene Maja lernt fliegen (Maya apprend à voler) du Pestalozzi Verlag, 1976, Zuijo Eizo/Apollo Film
- Die Biene Maja und der Honig (Maya l'Abeille et le miel) du Pestalozzi Verlag, 1976, Zuijo Eizo/Apollo Film
- Die Biene Maja entdeckt die Ameisen (Maya l'Abeille découvre les fourmis) du Pestalozzi Verlag, 1976, Zuijo Eizo/Apollo Film
- Die Biene Maja (Maya l'Abeille), série de huit minilivres édités par le Pestalozzi Verlag, 1976, Zuijo Eizo/Apollo Film avec les titres suivants :

1. Die Verwandlung (La métamorphose)
2. Wo der Honig herkommt (D'où vient le miel)
3. Das Gewitter (L'orage)
4. Gefährliche Abenteuer (Aventures dangereuses)
5. Die freche Ameise (La fourmi insolente)
6. Der Frosttag (Le jour de gel)
7. Die Biene Maja wird gefangen (Maya l'Abeille est capturée)
8. Die Biene Maja rettet den Bienenstock (Maya l'Abeille sauve la ruche)

- Das neue Biene Maja Buch (Le nouveau livre de Maya l'Abeille) édité par le Pestalozzi Verlag, 1978, Zuijo Eizo/Apollo Film
- Série de cinq nouveaux titres de Maya l'Abeille adaptés à la seconde série télévisée de Maya l'Abeille et la souris Alexandre, éditée par Pestalozzi (1979 Apollo Film, Vienne) :

1. Die Biene Maja und die Maus (Maya l'Abeille et la souris)
2. Der Leuchtkäfer (Le ver luisant)
3. Willis Blume (La fleur de Willi)
4. Die Schaukel (La balançoire)
5. Das Kunststück (Le tour d'adresse)

- Fix et Foxi, numéro 8/1980 : BD avec Pauli : Dressage de chien, Eric Pabel Verlag, Munich
- Nils Holgersson, couverture recto-verso d'un album édité par Unipart Verlag, Stuttgart (1981 Merchandising München)
- Heut' kommt Micky zu Besuch! (Aujourd' hui, Mickey nous rend visite) édité par le Pestalozzi Verlag (1983, The Walt Disney Company)
- Calendrier annuel de 1983 et de 1984 du KNAX-Club (Deutscher Sparkassenverlag, Stuttgart = la maison d'édition des Caisses d'Épargne)
- Taotao (appelé Pandi Panda en français), de 1983 à 1985 : réalisation de nombreuses bandes dessinées et de leurs motifs de couverture pour l'éditeur allemand Bastei (1984 Apollo Film, Vienne)
- Donald Ducks Abenteuer auf dem Bauernhof (Les aventures de Donald Duck à la ferme), livre illustré de l'éditeur Pestalozzi, 1984, Walt Disney Productions
- Donald Duck auf dem Bauernhof (Donald Duck à la ferme), livre édité par le Bertelsmann Club (1984 Walt Disney Productions)
- Alice im Wunderland (Alice au Pays des Merveilles) (1984) : illustration d'une série de puzzles pour l'éditeur Ravensburger, Apollo Film, Vienne
- Alice im Wunderland (Alice au Pays des Merveilles) (1984 & 1985) : réalisation pour l'éditeur allemand Bastei de plusieurs couvertures de cette série de BD dont les histoires furent principalement dessinées par le studio espagnol Interpubli de Barcelone.
- Maya l'Abeille (Apollo Film, Vienne) : réalisation en 1985 d'une série de motifs pour des articles textiles de l'entreprise Schiesser.
- Alice au Pays des Merveilles (Apollo Film, Vienne) : réalisation en 1986 d'une série de Puzzles pour l'éditeur Ravensburger.
- Muppets Babies (Henson Associates Inc., 1985) : réalisation d'une série de sets de table pour la marque Dorette.
- Tom & Jerry (Loews Inc., REN 1967 Metro-Goldwyn-Mayer Inc., 1940) : illustration complète d'un album pour l'éditeur Unipart-Verlag, Remseck bei Stuttgart.
- 1988 : réalisation de divers jeux de société avec les personnages Tom & Jerry (Loews Inc., REN 1967 MGM Inc., 1940) pour l'entreprise Remus de Filderstadt.

André Roche fut dessinateur autorisé attitré dans les pays germanophones pour Tom & Jerry (MGM) et pour La Panthère Rose (United Artists) au cours des dernières années 1980 et au début des années 1990.
- La Panthère Rose dans le désert et La Panthère Rose au Far West (UA) : réalisation en 1988 de 2 puzzles à 160 pièces pour l'éditeur FX Schmid de Munich.
- La Panthère Rose faisant du sport (UA) : réalisation en 1988 de 4 puzzles à 54 pièces pour l'éditeur FX Schmid de Munich.
- Panki (Tinus Musik Verlag, 1987) : réalisation de 9 illustrations pour la vignette de pièces radiophoniques publiées sur musicassettes (et plus tard sur CD) par l'entreprise CBS, d'autres pour divers puzzles de l'éditeur FX Schmid et de bandes dessinées.
- Mach's richtig (Fais-le comme il faut) : illustrations pour un livre de coloriage de la maison d'édition de la police allemande (Verlag Deutsche Polizeiliteratur GmbH /D-4010 Hilden)
- Panki (1987 Tinus Musik Verlag) : réalisation en 1989 de 6 Puzzles pour l'éditeur FX. Schmid de Munich.

## Filmographie
- 1971 : animateur au studio Cineplast (Munich) de la série de dessin animé Le Fennec pour la maison de production Telcia Film (Paris).
- 1972 : animateur au studio Cineplast (Munich) de séquences de dessin animé pour la série Addams' Family de Hanna Barbera Productions.
- 1972/1973 : animateur des quatre courts-métrages suivants en Animation de pâte à modeler (Claymation) de la série Wild Men (les hommes sauvages) pour la série préscolaire "Kli-Kla-Klawitter de la deuxième chaîne télévisée allemande ZDF :

1. Repas Chinois
2. Sauter au cheval d'arçon
3. Musique en cadence
4. Jouer à cache-cache

- 1978 : animation en technique sur plateau image-par-image d'un spot publicitaire télévisé pour des haut-parleurs de Philips.
- 1978 : animation de séquences en dessin animé pour le film de perfectionnement médical Le glaucome pour le producteur Mediaton (Marburg).
- 1979 : animation (dessin animé) de l'insert de blocs publicitaires Giorgio pour la chaîne de télévision sud-tyrolienneTVS.
- 1979 : animation de séquences en dessin animé pour la série de perfectionnement médical Troubles d'arythmie cardiaque produite par Metacon/Munich.
- 1979 : réalisation d'un storyboard pour le médicament Feprazon de l'entreprise Boehringer-Ingelheim Pharmaceuticals.
- 1981 : réalisation en dessin animé d'une introduction pour le producteur Türk Video de Berlin.
- 1981 : réalisation du spot publicitaire Play OK / pirates en technique sur plateau pour l'entreprise Carrera Century Toys.
- 1983 : réalisation des passages en dessin animé de 6 épisodes de la série didactique Électrique/électronique de la maison de production M.I.T. pour le constructeur automobile BMW/Munich.
- 1983 : réalisation des illustrations pour l'animatique du spot publicitaire pour le nouveau modèle 190 de Mercedes-Benz produit par Kruse-Film/Munich.
- 1985-1998 : réalisation de nombreux spots publicitaires en dessin animé pour divers produits de l'entreprise chocolatière Ferrero.
- 1989 : production et réalisation du spot publicitaire Werdy" pour la chaîne de télévision Tele 5, Munich.
- 1991 : réalisation du spot publicitaire Sac (Tüte) pour salles de cinéma (entreprise Mientus/Berlin).
- 1997 : réalisation en dessin animé du spot publicitaire télévisé pour le CD Happy Hippo Hits de BMG/Ariola.

## Expositions et salons
André Roche présenta ses travaux à divers salons allemands de la bande dessinée (Munich, Erlangen, Francfort).
Plusieurs expositions à Francfort-sur-Main, Rome, Winterthur et Alba montrèrent une grande partie de ses travaux réalisés pour le produit Kinder Surprise à l'occasion du 30e anniversaire de cette marque.